# Vass Mihály
Vass Mihály (Gyula, 1963. május 28.) grafikus, képregényrajzoló.

## Pályafutása
Vass Mihály Pölös Endre tanítványaként 1981-ben végzett a szegedi Tömörkény István Képző- és Iparművészeti Szakközépiskolában. Ezt követően 1986-ig a Pannónia Filmstúdióban dolgozott, és részt vett a Macskafogó elkészítésében és a Pumukli sorozaton. Ebben az időben találkozott Kuczka Péterrel, a fantasztikus irodalom magyar meghonosítójával, aki felkarolta és azonnal munkát kínált neki. Ezután készített illusztrációkat a Galaktikának, a Kölyöknek, a Kincskeresőnek és az Atlantisznak, valamint illusztrálta Nemere István fantasztikus családregénysorozatát. A Füleshez Cs. Horváth Tibor révén került, ahol számos klasszikus és modern művet dolgozott fel képregényben. Készített könyvillusztrációkat, karikatúrákat, rajzos térképeket és piktogramokat is.
Az utóbbi évek valamennyi jelentős kollektív képregénykiállításának a részese (például Kis magyar képregénytörténet a kArton galériában, kiállítások a Siklósi Várban, Frame-Up Helsinkiben, Tallinnban és a margitszigeti Holdudvarban), és önálló kiállítása is volt 2005-ben a budapesti Béke szállóban.
A 2005 óta megrendezett képregényfesztiválok állandó vendége. Az első két fesztiválon készített portréit használta fel Tinglitangó című képregényének a szereplőihez, akik között feltűnik Rusz Lívia és állandó szerzőtársa, Kiss Ferenc  is.

## Képregényei folyóiratokban
- Bogár a hangyabolyban (Arkagyij és Borisz Sztrugackij nyomán, Népszava 1983)
- Földlakók (Arthur C. Clarke nyomán, Galaktika 58, 1985)
- Pikoi isten hajói (írta Kuczka Péter, Kölyök magazin, 1988)
- Szörnyek éjszakája (írta Nógrádi Gábor, Kölyök magazin, 1988)
- Élet az Alterán (Kincskereső, 1988)
- A tízfejű sárkány (Spencer Walls nyomán írta Kuczka Péter, Hepiend képes regényújság, 1990)
- A tűzlétra (William Irish nyomán írta Kiss Ferenc, Füles 1990)
- A Bravallamező hölgyei (írta Jókai Mór nyomán írta Cs. Horváth Tibor, Füles évkönyv 1992)
- A féllábú daru (Boccaccio nyomán írta  Cs. Horváth Tibor, Kis Füles 1992)
- Minótaurosz pusztulása (írta Cs. Horváth Tibor, Füles 1992)
- A háromszögletű kalap (Alarcon nyomán írta Cs. Horváth Tibor, Füles 1992)
- Kamaszkor (írta Rónaszegi Miklós, Füles 1994)
- Útvesztő (írta Kiss Ferenc, Füles 1994)
- Ezüst félhold blues (Gáspár András regényéből írta Kiss Ferenc, Füles 1994-1995)
- Az árnyék (Kis Füles 1995)
- Jakuzák (Leonard Schrader nyomán írta Kiss Ferenc, Füles 1995)
- Klausztropolisz (Nemere István nyomán írta Kiss Ferenc, Füles 1996, majd önálló kötetben)
- A telep (Lőrincz L. László elbeszéléséből írta Kiss Ferenc, Füles 1996)
- Quo Vadis (Henryk Sienkiewicz nyomán írta Kiss Ferenc, Füles 1997)
- A néma kertész (Boccaccio nyomán írta Kiss Ferenc, Füles 1998)
- Szerelemvirág (dr. Veress Pál nyomán írta Kiss Ferenc, Füles 1999)
- Abélard és Héloise (írta Kiss Ferenc, Füles 1999)
- A hosszú szafari (Lőrincz L. László nyomán írta Kiss Ferenc, Füles Évkönyv 2000)
- Sokkból is megárt a sok (Füles 2000)
- Szabad vagy, Pillangó! (Henri Charrière nyomán írta Kiss Ferenc, Füles 2000)
- Münchausen báró (Gottfried August Bürger nyomán írta Kiss Ferenc, Füles 2001)
- A fekete nyíl (Robert Louis Stevenson nyomán írta Kiss Ferenc, Füles 2001)
- A város (Clifford D. Simak nyomán írta Kiss Ferenc, Füles 2001)
- Nagyon modern (Fülesbagoly 2006)
- F, mint farkasember (Harlan Ellison nyomán írta Kiss Ferenc, Fülesbagoly 2006)
- Csoda? (írta Kiss Kerecsen Ferenc és Kiss Ferenc, Fülesbagoly 2006)
- Tinglitangó (Füles 2007, majd önálló kötetben)
- Válogatott kínzásnemek (írta Kiss Ferenc, Fülesbagoly 2007)
- Útszéli (Nero Blanco Comix 7, 2010)

## Önálló kötetek
- Tinglitangó (Eduárd bemutatja… sorozat 1, Képes Kiadó 2007)
- Klausztropolisz (Windom, 2008)